# Mallung
El mallung o mallum (en cingalés, මැල්ලුම්) es un plato de verduras ralladas típico de Sri Lanka, con vegetales ligeramente salteados o cocidos, coco fresco y chile. El mallung es una guarnición común y se toma en casi todas las comidas. La mayoría de los platos se sirven normalmente con uno o dos mallungs diferentes, que desempeñan un papel importante en la nutrición, ya que aportan a los lugareños una ingesta regular de vitaminas en su dieta.

## Ingredientes
El ingrediente central del mallung es una verdura de hoja verde finamente triturada que luego se combina con un conjunto estándar de ingredientes para realzar y reforzar su sabor. Para elaborarlo se utilizan varias plantas diferentes, como casia, hojas de maracuyá, berros u hojas de espinacas de agua. En los países occidentales, las verduras de hoja, como las espinacas, el repollo, las acelgas y la col rizada se utilizan como sustitutos de las verduras tradicionales de Sri Lanka. Por lo general, la receta también incluye chiles verdes, chalotas y hojas de curri picadas y ajo machacado. También se añade un diente de ajo picado junto con media taza de coco rallado por cada kilogramo de verduras de hojas verdes húmedas, sazonado con cúrcuma, sal y pimienta, pescado estilo maldivo en polvo y zumo de lima.
Hay una variedad de verduras amargas, medicinales y silvestres que se usan comúnmente en los mallungs de Sri Lanka, y se utilizan principalmente hojas de plantas nativas. Una de las variedades más populares de este plato se elabora con gotukola (Centella asiatica); otros tipos se elaboran con kankun (Ipomoea aquatica), kathurumurunga (Sesbania grandiflora) y mukunuwenna (Alternanthera sessilis). Otras hierbas como la aguna (Wattakaka volubilis), Cheilocostus speciosus y las hojas de la fruta de la pasión también se emplean en los mallungs.